# Ex Machina: Arcade
Ex Machina: Arcade — комп'ютерна гра, пріквел до гри «Ex Machina», дія якого розгортається у Північній Америці, під час глобальної катастрофи, викликаної падінням літаючої тарілки.

## Ігровий процес
У грі 8 рівнів, в кожному з яких є певна кількість завдань. Гравцеві дається одна машина, яку можна поліпшувати: додавати характеристики броні та швидкості, покращувати озброєння (кулемет, ракети, вогнемет, зенітне знаряддя, таран на передньому бампері, міни). Також можна додати турбоприскорювач та стрибкові двигун. Додаткове озброєння можна підбирати під час проходження гри проте воно зникає з плином часу.
Пошкодження: вм'ятини на корпусі.

## Великодні яйця
- Командир з Ex Machina: Arcade дуже схожий на Акселя з оригінальної гри. Можливо, це один і той же герой, але тарілка впала у 2011 році, а Аксель правил Алимов Світанком в 2234.